# Championnats d'Asie de judo 2016
Navigation
Édition précédente Édition suivante
Les championnats d'Asie de judo 2016, vingt-sixième édition des championnats d'Asie de judo, ont lieu du 15 au 16 avril 2016 à Tachkent.